# Capitano Straordinario delle Navi
Il Capitano Straordinario delle Navi era il comandante in capo delle navi di linea della marina della Repubblica di Venezia in tempo di guerra.

## Storia e funzioni
La marina veneziana era tradizionalmente una forza basata sulle galee. Le prime formazioni tattiche organizzate di navi a vela, originariamente navi mercantili noleggiate per il servizio navale, iniziarono a essere formate alla fine del XV secolo. La posizione di Capitano delle Navi fu istituita come comandante dello squadrone a vela nella flotta da battaglia, sotto l'autorità generale del Capitano Generale da Mar. Durante il XVII secolo le navi a vela di linea iniziarono a svolgere un ruolo più importante e costituirono una porzione sempre più grande della flotta da battaglia veneziana, in particolare durante la Guerra di Candia, portando alla creazione di divisioni della flotta da battaglia a vela (l'armata grossa) e alle cariche di Almirante e Patron delle Navi istituite nel 1657 per comandarle.
Nella guerra di Morea (1684-1699) e nella settima guerra ottomano-veneziana (1716-1718) l'armata grossa svolse già il ruolo principale in combattimento, e con ben 36 navi, fu creata la posizione di alto rango di Capitano Straordinario delle Navi. Servì come comandante in capo della flotta a vela e comandò la prima divisione di 9 navi, mentre il Capitano delle Navi comandava la seconda, ecc.
La carica di Capitano Straordinario delle Navi era una nomina solo in tempo di guerra. Come segni distintivi, la sua nave ammiraglia portava una singola lanterna a poppa, lo stendardo di San Marco sul lato di dritta a poppa e sull'albero maestro un'insegna quadrata di San Marco. In tempo di pace, queste erano le insegne della nave ammiraglia del Capitano delle Navi. Dopo la pace di Passarowitz del 1718, la marina veneziana fu ridotta in dimensioni e limitata ai suoi doveri in tempo di pace; l'unica volta in cui venne nuovamente nominato un Capitano Straordinario delle Navi fu nel 1784, quando Angelo Emo fu inviato a guidare una spedizione navale contro il Beylikato di Tunisi.